# 부천역
부천(부천대학교)역(Bucheon(Bucheondaehaqgyo)Station, 富川(富川大學校)驛)은 대한민국 경기도 부천시 소사구에 있는 수도권 전철 1호선의 철도역이다. 1899년에 경인선이 개통하면서부터 영업을 시작했다. 경인선 개통 당시의 역명은 소사역(素砂驛)이었으나, 현재의 소사역과는 다르다. 인근에 부천대학교가 있다. 급행열차가 정차한 역이며, 급행 2편성(동인천발 용산발 2편성)은 이 역에서 시·종착한다. 과거 1980년까지 김포공항까지 연결됐던 김포선의 분기역이기도 했으나, 김포선의 폐선으로 의미가 상실됐다. 심야에 급행 1편성이 주박한다.

## 역사
- 1899년 9월 18일: 경인선 인천~노량진 간 개통과 함께 소사역(素砂驛)으로 영업 개시[1][2]
- 1973년 7월 1일: 부천역(富川驛)으로 역명 변경
- 1974년 7월 30일 : 역사 신축 준공
- 1974년 8월 15일 : 수도권 전철 1호선 개통
- 1980년 8월 10일 : 김포선 폐선
- 1982년 1월 1일 : 수소화물취급 중지[3]
- 1999년 2월 1일 : 민자역사 준공
- 2008년 1월 17일 : 배치간이역으로 격하
- 2009년 12월 1일 : 철도승차권 단말기 철거
- 2010년 12월 30일: 화물 취급 중지[4]
- 2013년 10월: 난간형 스크린도어 설치
- 2017년 7월 7일: 경인선 특급 운행 개시

## 역 구조

### 승강장
2면 4선의 쌍섬식 승강장으로 스크린도어가 설치되어 있다. 출구는 5개다.

### 배선도
부천역과 경인선의 배선도는 다음과 같다. 내선을 급행이, 외선을 완행이 이용한다.

| ↑ 소사          |
| １２ \| ３４ \| |
| 중동 ↓          |

| 1 | ● 수도권 전철 1호선 | 구로 · 영등포 · 용산 · 광운대 · 연천 방면             |
| 2 | ● 수도권 전철 1호선 | 역곡 · 구로 · 용산 방면 (급행•특급)                   |
| 3 | ● 수도권 전철 1호선 | 송내 · 부평 · 동암 · 제물포 · 동인천 방면 (급행•특급) |
| 4 | ● 수도권 전철 1호선 | 중동 · 송내 · 동암 · 동인천 · 인천 방면               |

## 역 주변
- 부천역사 쇼핑몰
  - 이마트 부천점
  - 교보문고 부천점
- 부천남초등학교
- 경원여객
- 대산동행정복지센터
- 심곡본주민지원센터
- 부천시립심곡도서관
- 부천자유시장
- 부천대학교
- 롯데시네마 부천역
- CGV 부천역
- 소신여객
- 심곡동행정복지센터
- 심곡3주민지원센터
- 원미초등학교
- 부천북초등학교
- 원미어울마당
- 원미2주민지원센터
- 경기도일자리재단

## 이용객 변동
| 노선  | 노선 | 일평균 인원수 (명/일) | 일평균 인원수 (명/일) | 일평균 인원수 (명/일) | 일평균 인원수 (명/일) | 일평균 인원수 (명/일) | 일평균 인원수 (명/일) | 일평균 인원수 (명/일) | 일평균 인원수 (명/일) | 일평균 인원수 (명/일) | 일평균 인원수 (명/일) | 각주                  | 각주                  | 각주  |
| 노선  | 노선 | 2000년                | 2001년                | 2002년                | 2003년                | 2004년                | 2005년                | 2006년                | 2007년                | 2008년                | 2009년                | 각주                  | 각주                  | 각주  |
| ----- | ---- | --------------------- | --------------------- | --------------------- | --------------------- | --------------------- | --------------------- | --------------------- | --------------------- | --------------------- | --------------------- | --------------------- | --------------------- | ----- |
| 1호선 | 승차 | 51,320                | 59,315                | 66,322                | 67,619                | 50,734                | 50,325                | 50,689                | 50,502                | 52,900                | 52,749                | [ 5 ]                 | [ 5 ]                 | [ 5 ] |
| 1호선 | 하차 | 45,325                | 56,804                | 62,095                | 64,284                | 50,626                | 50,806                | 50,059                | 50,827                | 52,772                | 52,391                | [ 5 ]                 | [ 5 ]                 | [ 5 ] |
| 노선  | 노선 | 일평균 인원수 (명/일) | 일평균 인원수 (명/일) | 일평균 인원수 (명/일) | 일평균 인원수 (명/일) | 일평균 인원수 (명/일) | 일평균 인원수 (명/일) | 일평균 인원수 (명/일) | 일평균 인원수 (명/일) | 일평균 인원수 (명/일) | 일평균 인원수 (명/일) | 일평균 인원수 (명/일) | 일평균 인원수 (명/일) | 각주  |
| 노선  | 노선 | 2010년                | 2011년                | 2012년                | 2013년                | 2014년                | 2015년                | 2016년                | 2017년                | 2018년                | 2019년                | 2020년                | 2021년                | 각주  |
| 1호선 | 승차 | 53,574                | 55,271                | 53,015                | 45,128                | 44,095                | 43,230                | 42,358                | 41,850                | 40,535                | 39,890                | 28,203                | 28,060                | [ 5 ] |
| 1호선 | 하차 | 53,121                | 54,943                | 52,384                | 44,659                | 43,788                | 42,869                | 42,162                | 41,862                | 40,875                | 40,521                | 28,621                | 28,343                | [ 5 ] |

## 인접한 역
| 경인선             | 경인선                                             | 경인선               |
| ------------------ | -------------------------------------------------- | -------------------- |
| 147 소사 연천 방면 | ● 수도권 전철 1호선 경원-경인선 완행 · 경원선 급행 | 149 중동 인천 방면   |
| 146 역곡 용산 방면 | ● 수도권 전철 1호선 경인선 급행 · 특급             | 150 송내 동인천 방면 |

## 사진

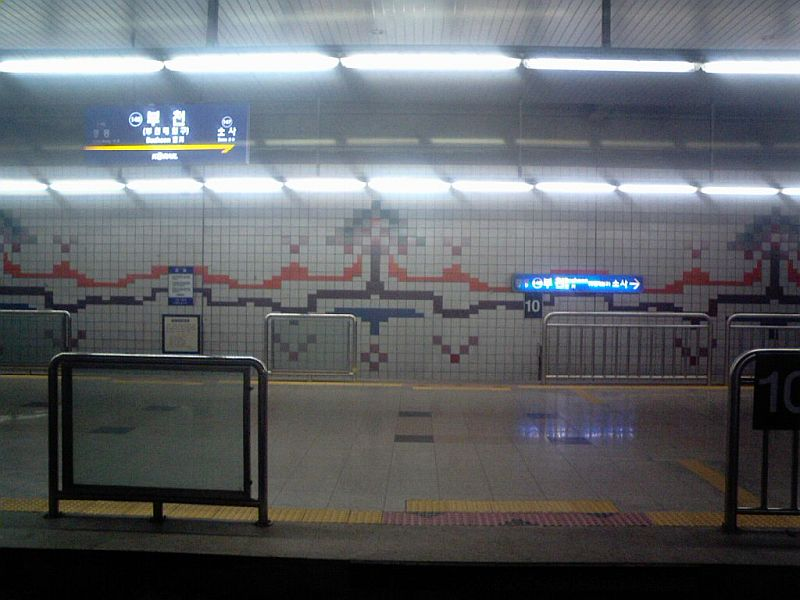
승강장 (스크린도어 설치 전)
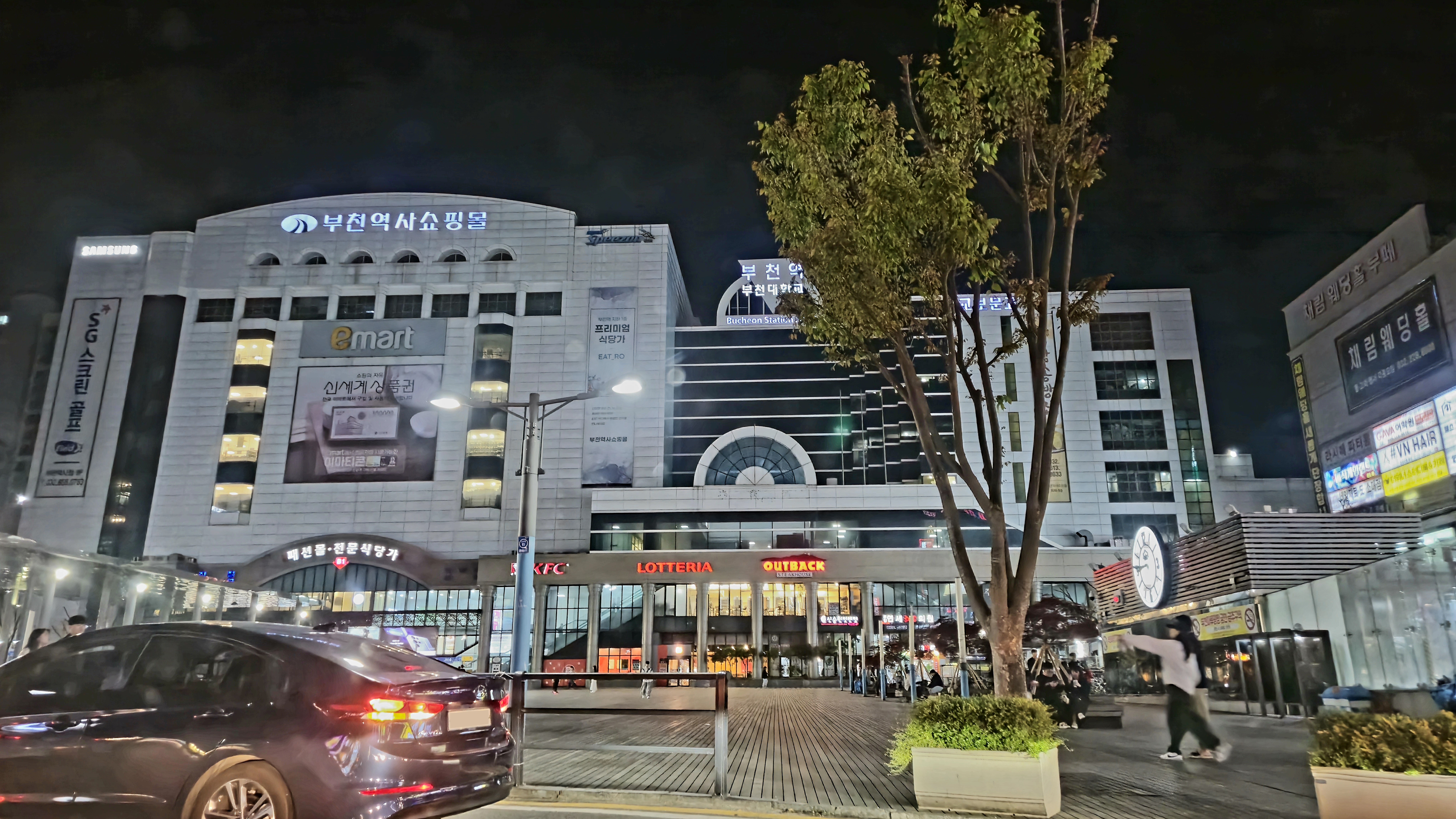
부천역 야경
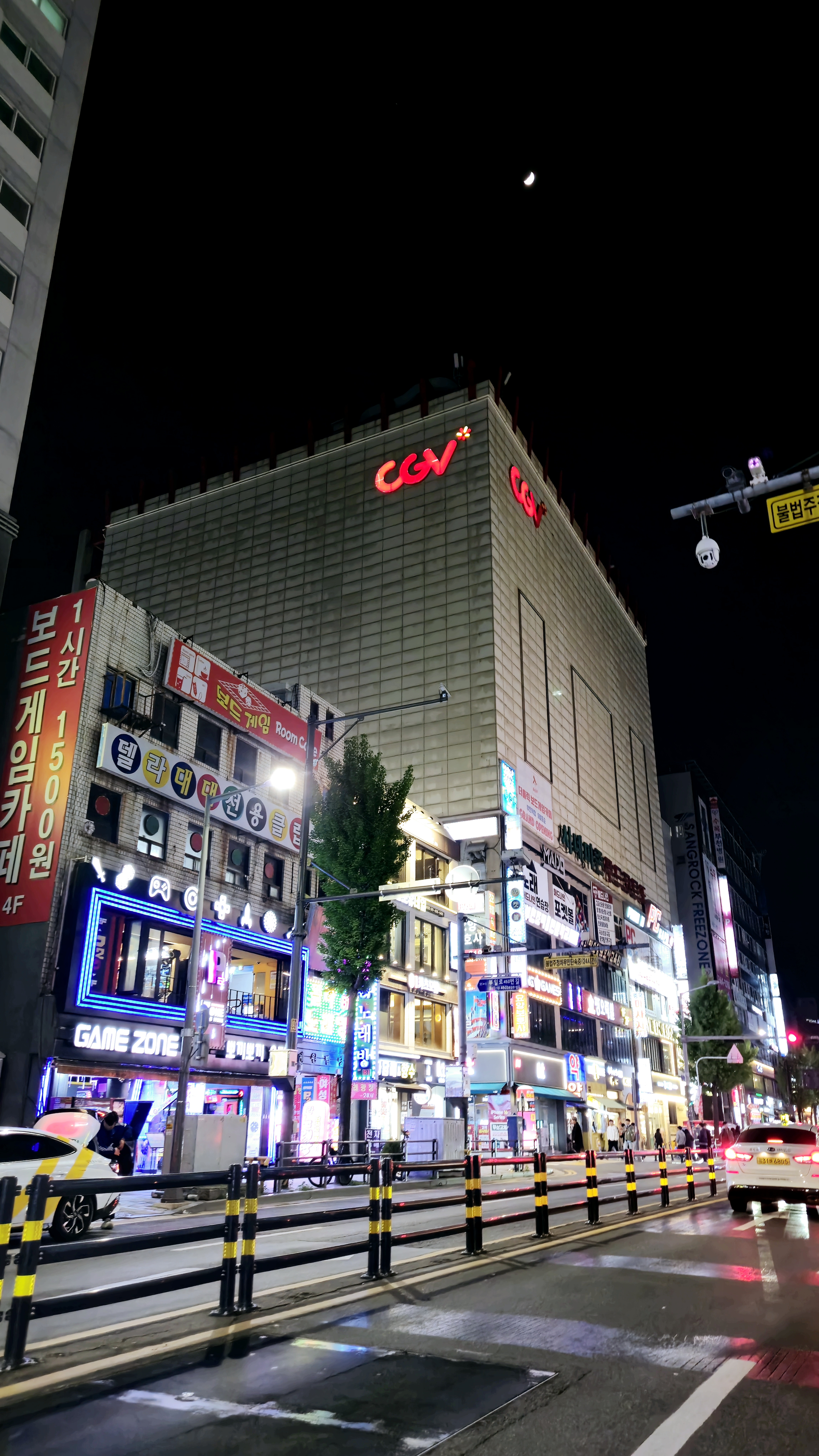
부천CGV 건물
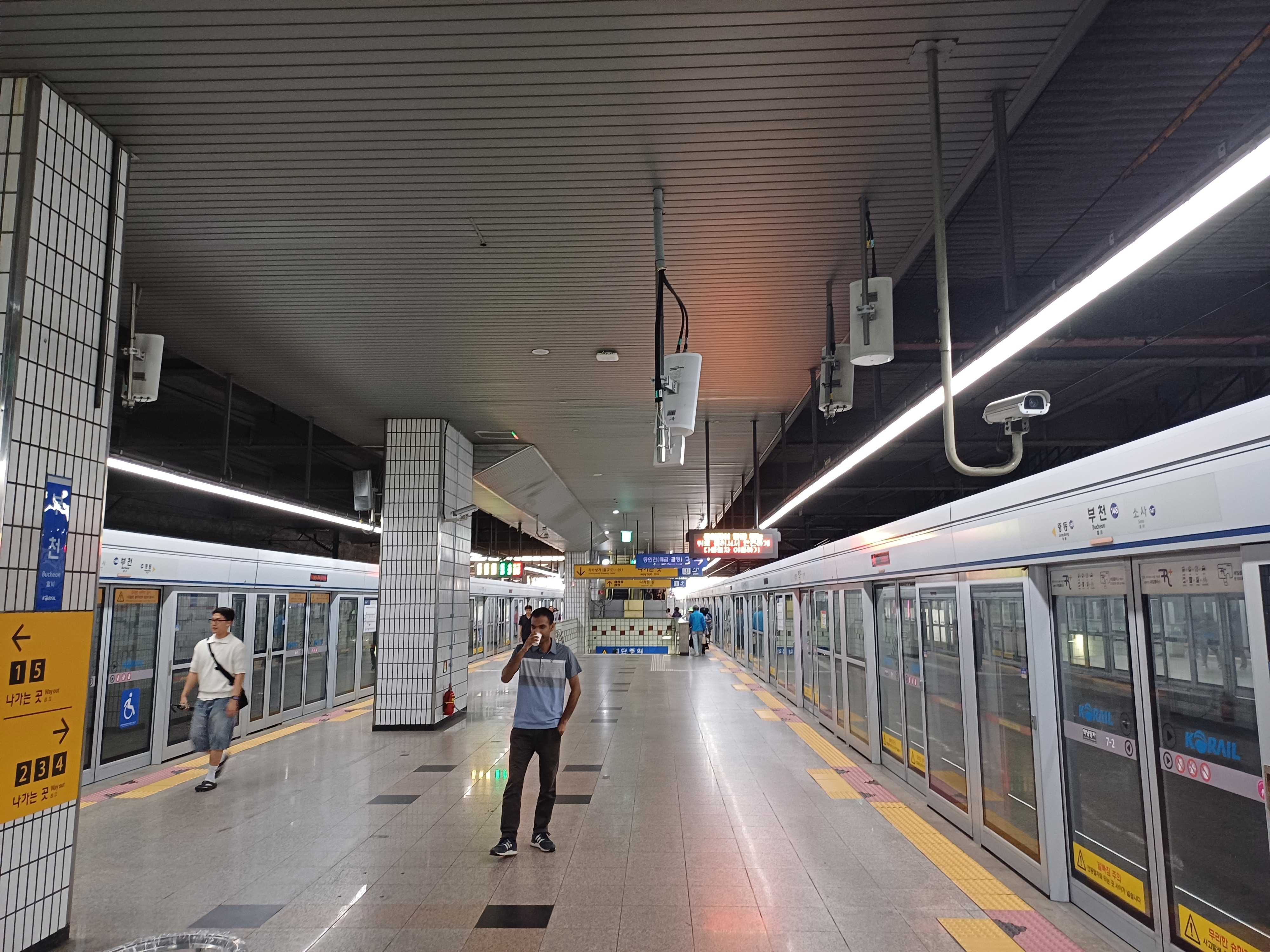
승강장2